# Ndoc Naraçi
Ndoc Naraçi (nevének ejtése ndɔt͡s naɾat͡ʃi; Shkodra, 1899. május 7. – Shkodra, 1987) albán villamosmérnök, politikus. 1935–1936-ban Albánia közmunkaügyi minisztere, 1943-ban kevesebb, mint egy hónapig nemzetgazdasági és oktatásügyi miniszter volt.

## Életútja
Az észak-albániai Shkodrában született római katolikus családban, szülővárosában járta ki a jezsuiták kollégiumát. Az 1916 elején Albániába bevonuló Osztrák–Magyar Monarchia polgári közigazgatási szerveitől ösztöndíjat nyert egy bécsi katonatiszti iskolába. Elutazott az osztrák fővárosba, ahol csaknem tíz évet élt, a katonaiskola után ugyanis 1926-ban villamosmérnöki képesítéssel befejezte a Bécsi Műszaki Főiskolát is. Ausztriai tartózkodása alatt egy zsidó származású nővel, Evelinával házasodott össze.
Hazatérését követően 1927-től 1929-ig az albán közmunkaügyi minisztérium szakmérnökeként dolgozott, majd 1929-ben átkerült a Posta- és Távírdaügyi (később Távközlési) Főigazgatóság állományába. Eleinte itt is szakmérnökként alkalmazták, 1933-ban aztán kinevezték az intézmény főigazgatójává. 1944-ig irányította az intézet munkáját, egyedül miniszteri kinevezései időtartamára engedte át a főigazgatóság vezetését. 1935. október 21-étől 1936. november 7-éig Mehdi Frashëri kormányában a közmunkaügyi tárca vezetője, 1943-ban Eqrem Libohova első kormányában, január 18-a és február 11-e között nemzetgazdasági miniszter volt, emellett ügyvivőként az oktatási tárcát is irányította.
A második világháború végóráiban ez utóbbi, alig háromhetes tárcavezetése okozta a vesztét. A kommunista hatóságok 1944. november 16-án letartóztatták Naraçit, és egy különbíróság 1945-ben harmincévi szabadságvesztésre ítélte mint „a nép ellenségét”. Munkatáborba került, többnyire mocsarak lecsapolásán dolgozott 1958. július 14-ei kiszabadulásáig. Miután azonban a civil életben elhelyezkedni nem tudott és nyugdíjjogosultságát is megvonták, Naraçi ezt követően is kénytelen volt földmunkásként folytatni a munkát. Végül 1975-ben, hetvenhat éves korában vonulhatott nyugdíjba, hátralévő éveit szülővárosában, Shkodrában letelepedve élte le.